# Kobbertårnet
 Der er for få eller ingen kildehenvisninger i denne artikel, hvilket er et problem. Du kan hjælpe ved at angive troværdige kilder til de påstande, som fremføres i artiklen.

Kobbertårnet er en 16-etagers bygning på den nordlige ende af Amerika Plads, ud til Dampfærgevej, i København, der huser advokatfirmaet Plesner. 
Over årene ændrer den karakteristiske bygning med de runde hjørner løbende udseende. Efterhånden som den salte vind fra Øresund får fat i facadens kobber, vil farven gradvist ændre sig. Patineringen fra flammende rød til en mere afdæmpet mørkebrun er i sensommeren 2005 ved at være overstået, og tårnet er nærmest sort. I løbet af de næste 25 år vil store del af facaden så skifte til den karakteristiske irgrønne nuance, vi kender fra andre af byens tårne og tage. 
Ideen om et kobbertårn indgår i den helhedsplan for Nordhavnen, som den hollandske arkitekt Adriaan Geuze har udviklet. Geuze forestillede sig oprindelig i bedste mafioso-stil et tårnenes tårn – et Don Kobber – der skulle knejse på kanten af havnen, og dermed udvide den kobberbelagte del af Københavns skyline.
Valget af kobber til facaden gav en del udfordringer for arkitekterne hos Arkitema, som har tegnet tårnet. På grund af kobberets kemiske egenskaber vil regnvand, som løber ned ad facaden, blive til såkaldt aggressivt kobbervand, som kan angribe andre af konstruktionens metalliske dele og på få år ætse dem bort. Derfor blev der i samarbejde med facadeentrepenøren H. S. Hansen udviklet et helt nyt vinduessystem, hvor en tæt membran skåner den bærende aluminiumskonstruktion fra det ætsende kobbervand.